# Wolica (powiat sanocki)
Wolica (j. łemkowski Волиця, s-c-s. Волиця) – wieś w Polsce położona w województwie podkarpackim, w powiecie sanockim, w gminie Bukowsko. Ma status sołectwa. Leży nad potokiem Sanoczek.

## Części wsi
| SIMC    | Nazwa | Rodzaj    |
| ------- | ----- | --------- |
| 0346810 | Wólka | część wsi |

## Historia
Od 1340 do 1772 Ziemia sanocka, Województwo ruskie. W okresie zaborów: od 1772 do 1852 cyrkuł leski następnie sanocki. Od 1867 powiat sanocki, gmina wiejska Sanok w Galicji. Wolica nosi pierwotnie nazwę Sanctus Petrus od nazwania kościoła fundowanego prawdopodobnie przez Piotra Węgrzyna ok. roku 1361. Od 1435 Piotr ze Zboisk, Petrus de Boyska, Petrus de Tyrawa, ożeniony z Małgorzatą, 1434 - 1465 chorąży sanocki, był właścicielem Wolicy, Zboisk, Bełchówki, Zahoczewia i Bukowska. Wieś była w posiadaniu Mikołaja Herburta Odnowskiego około roku 1539.
W roku 1787 całkowita powierzchnia wsi wynosiła 8,13 km² i liczyła 200 mieszkańców. W roku 1898 wieś liczyła 392 osoby oraz 58 domów, pow. wsi wynosiła 3,98 km². Przeważała ludność rusińska, mieszkali tu również Polacy oraz Żydzi.
W połowie XIX wieku właścicielem posiadłości tabularnej Wolica był Józef Gołaszewski. Pod koniec XIX wieku właścicielami tabularnymi dóbr we wsi byli Szymon, Zysie i Berko Kornreich. W 1905 Mojżesz Kanner oraz dwóch współwłaścicieli posiadał we wsi obszar 171,8 ha, a w 1911 Mojżesz Kanner 51 ha.
W II Rzeczypospolitej wieś w powiecie sanockim województwa lwowskiego. W latach 1945–1947 nacjonaliści ukraińscy z OUN-UPA zamordowali tutaj 7 Polaków.
We wrześniu 1944 podczas operacji dukielsko-preszowskiej we wsi stacjonowała niemiecka 68 Dywizja Piechoty Wehrmachtu (XXIV. Korpus Pancerny) broniąca pozycji przed nacierającym od wschodu radzieckim 67 Korpusem piechoty oraz 167 i 129 Korpusem strzelców (107 Dywizji Piechoty). Po II wojnie światowej część rusińskiej ludności wsi wyjechała w ramach wymiany ludności na teren Ukraińskiej SRR w okolice Brzeżan.
W latach 1975–1998 miejscowość należała administracyjnie do województwa krośnieńskiego.

## Religia
Wierni Kościoła rzymskokatolickiego należą do Parafii Podwyższenia Krzyża Świętego w Bukowsku. We wsi znajduje się kaplica filialna w dawnej cerkwi.
Do roku 1947 istniała w miejscu parafia greckokatolicka pw. Świętych Apostołów Piotra i Pawła. Pierwsza cerkiew została zbudowana około roku 1572. W roku 1820 powstaje nowa cerkiew, renowacji tego obiektu dokonano w latach 1907/1911. Obecnie na wsi znajduje się kościół rzymskokatolicki (stara cerkiew nie uległa zniszczeniu, została przebudowana na kościół rzymskokatolicki).
Parafia greckokatolicka obejmowała miejscowości Wolica oraz Pobiedno, Ratnawica, Zboiska, Bukowsko i Podwapienne W roku 1785 odnotowano 145 grekokatolików, w roku 1867; 216, w 1898 roku było w sumie w całej parafii 903 wiernych. W roku 1936 kościół liczył 31 wiernych. Patronem, kolatorem parafii był Lew Gołaszewski.